# 터틀맨
터틀맨(본명: 임성훈, 1970년 9월 3일~2008년 4월 2일)은 대한민국의 래퍼였다. 음악 그룹 거북이의 리더로 활동했다.
터질것만 같은 행복한 기분으로
틀에 박힌 관념  다 버리고 이제 또
맨주먹 정신 다시 또 시작하면 나 이루리라 다 나 바라는대로
지금 내가 있는 이 땅이 너무 좋아
이민 따위 생각 한적도 없었구요
금같은 시간 아끼고 또 아끼며 나
비상 하리라 나 바라는 대로

## 생애
1970년 9월 3일 전라북도 전주의 불교 신자 집안에서 육군 장교 아버지 임백우와 어머니 백남의 슬하 2남 중 차남으로 태어났으며 23살이던 1993년 다운타운 디스크 자키로 데뷔하였다. 선천적인 심근경색으로 인해 병역 면제 처분을 받았다는 루머가 있으나, 52사단 210연대에서 방위병으로 근무하다 소집 해제되었다.
그가 31세일 때 2001년 12월 20일 1집 《Go! Boogie! 거북이》 발표 후 리메이크곡 〈사계〉로 많은 인기를 얻었다. 2007년 방송 출연료 가압류를 당하는 등 2, 3집을 제작했던 前 소속사와 분쟁이 있었으며 분쟁 해결 후 2007년 10월 부기엔터테인먼트를 설립하였다.
2005년 4월 12일 그가 35세일 때 심근경색으로 쓰러져 응급 수술을 받았고 2008년 4월 2일 심근경색이 와 향년 37세의 일기로 사망하였다. 유해는 경기도 안성에 위치한 유토피아추모관에 봉안되었다. 그가 사망한 지 5개월인 2008년 9월 4일 거북이는 마지막 정규 앨범을 내고 해체되었다.
젊은 시절 승려로 출가하는 것을 고려했을 정도로 독실한 불교 신자인 그의 장례식은 불교식으로 진행되었으며, 화장 절차를 거쳐 경기도 안성시 유토피아추모관에 안치되었다.
사망 전까지 심근경색을 앓아 온 것으로 알려져 있으며 거북이의 음반 수익 중 터틀맨에게 할당된 금액의 거의 전부를 심근경색 수술에 사용했다. 때문에 거북이의 음반판매량과 방송활동을 통한 수입과는 별개로 그는 사망할 때까지 경제적인 어려움에 시달렸다.

### 그룹 재결성, 해체
2011년 4월 28일 거북이는 해체한 지 3년 만에 새 멤버인 이강을 영입해서 재결성되었지만 같은 해 9월 20일 개인 사정으로 인해 5개월 만에 아예 해체되고 만다.

### 사망 이후
2017년 4월 2일 그가 사망한 지 9주기 때 거북이의 희망송과 유튜브와 음악 사이트에 추모댓글을 남겼다.
2018년 4월 2일 그가 사망한지 10주기로 스윗보이가 터틀맨 추모곡을 불렀다.
2020년 Mnet에서는 터틀맨이 생전 공연할 때 동작, 음성 등을 분석해 터틀맨을 완전히 똑같이 재현한 AI홀로그램을 제작해 과거 터틀맨과 함께 거북이 멤버들이었던 지이, 금비와 함께 완전체로 다시 한 번 공연하는 내용의 다큐멘터리를 제작했다
거북이 터틀맨을 13년만에 본 시청자들과 거북이 멤버 터틀맨가족 다큐맨터리 제작진 모두 눈물을 쏟았다. 터틀맨의 목소리는 생전 터틀맨의 목소리와 같았다.